# Dia internacional per a l'eliminació de la violència contra les dones

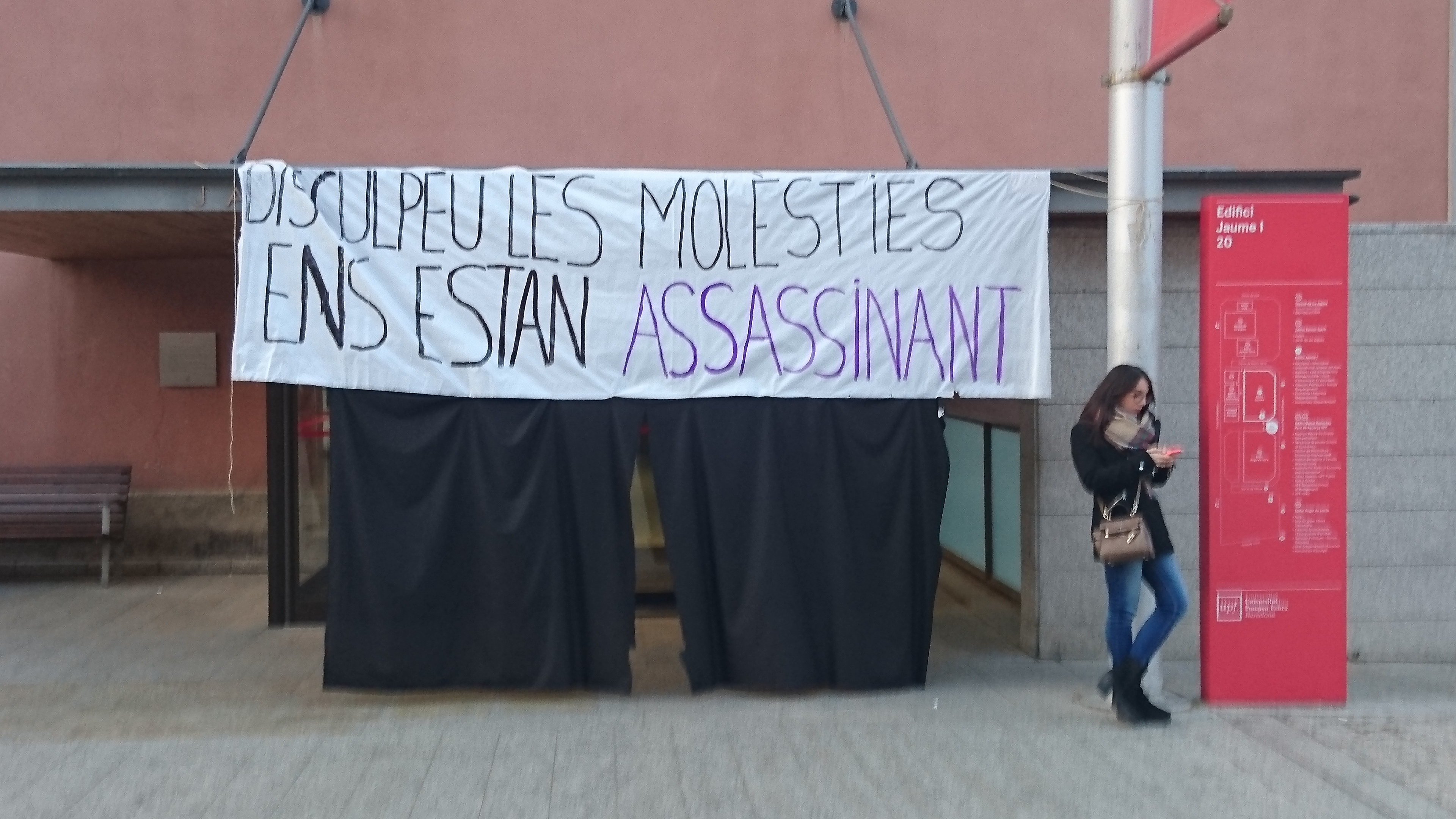
Pancarta amb motiu del Dia internacional per a l'eliminació de la violència contra les dones, de 2015.

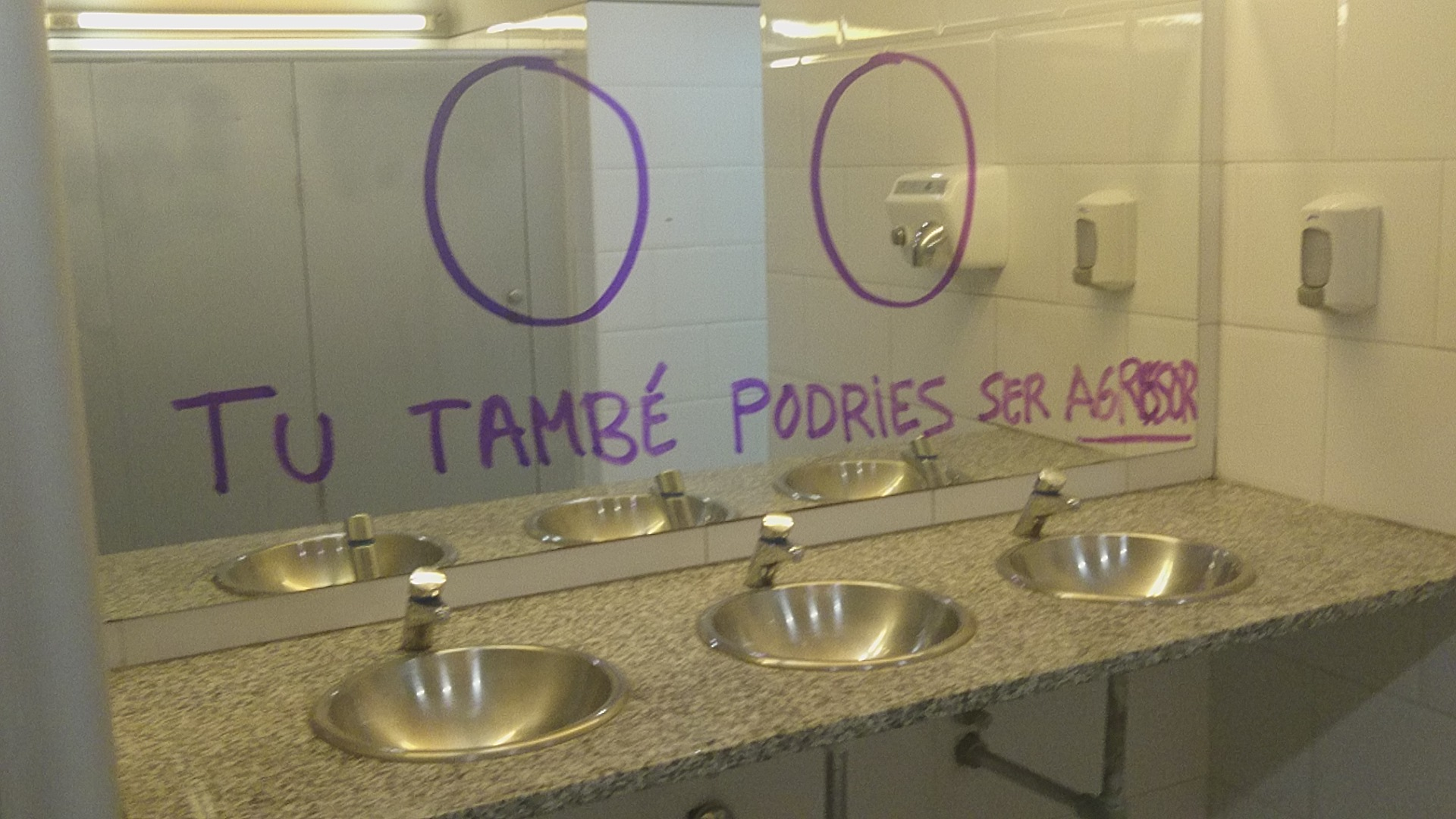
Pintada amb motiu del 25 de novembre

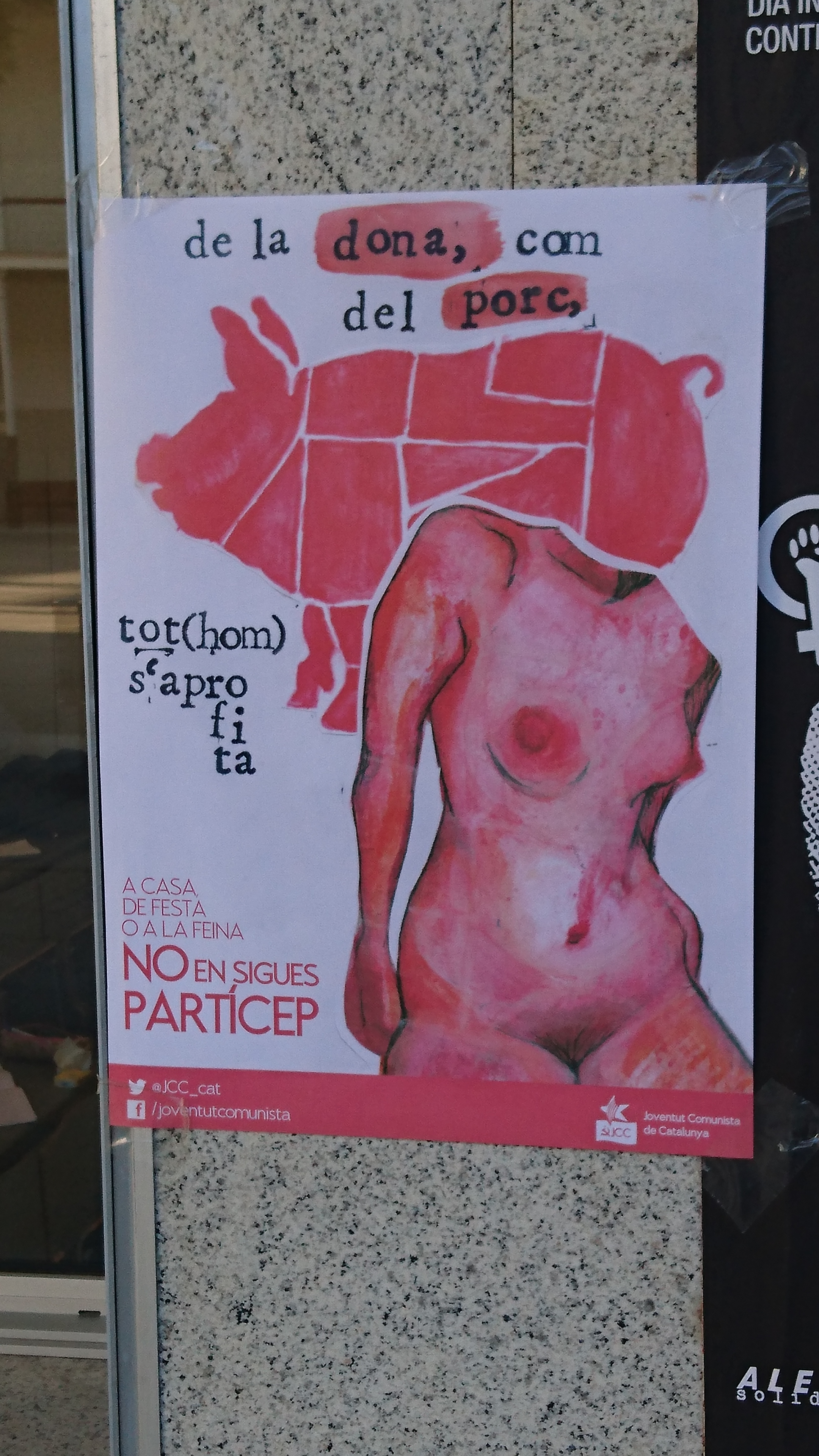
Cartell commemoratiu del 25 de novembre

El Dia internacional per a l'eliminació de la violència contra les dones (o DIEVCM), aprovat per l'Assemblea General de les Nacions Unides en la seva resolució 54/134 el 17 de desembre de 1999, se celebra anualment el 25 de novembre, en memòria de les germanes Mirabal. La proposta perquè se celebrés en aquesta data la va realitzar la República Dominicana, amb el suport de 80 països. La violència contra les dones es presenta en molts àmbits: física, sexual, psicològica i econòmica, totes les quals s'interrelacionen i les afecten en diferents nivells.
Alguns tipus de violència, com el tràfic de dones, creuen les fronteres nacionals. Les dones que experimenten violència sofreixen una varietat de problemes de salut, i es disminueix amb això la seva capacitat per participar en la vida pública. La violència contra les dones afecta famílies i comunitats de totes les generacions i reforça altres tipus de violència prevalents en la societat. No està confinada a una cultura, regió o país específic, ni a grups particulars de dones en la societat. Les arrels del fenomen jeuen en la  discriminació persistent cap a les dones. Fins al 70 per cent de les dones experimenta violència en el transcurs de la seva vida.

## Història
El 25 de novembre va ser declarat dia internacional contra la violència de gènere el juliol de 1981, en el context del primer Encuentro Feminista de Latinoamérica y del Caribe celebrat a Bogotà (Colòmbia). En aquesta trobada les dones van denunciar la violència de gènere en l'àmbit domèstic i la violació i l'assetjament sexual en l'àmbit dels governs, incloent-hi la tortura i els abusos que patien moltes presoneres polítiques.
Es va escollir aquest dia per commemorar el violent assassinat de les germanes Mirabal (Patria, Minerva i Maria Teresa), tres activistes polítiques assassinades el 25 de novembre de 1960 mentre anaven a Puerto Plata a visitar els seus marits empresonats, en mans de la policia secreta del dictador Rafael Trujillo a la República Dominicana. Dedé Mirabal, que viu a Bèlgica, és l'única germana que ha sobreviscut. Els seus cadàvers destrossats van aparèixer al fons d'un barranc. Per al moviment popular i feminista de la República Dominicana, històricament, aquestes dones han simbolitzat la lluita i la resistència. El 1999, l'ONU va donar caràcter oficial a aquesta data.
El 1993, l'Assemblea General de les Nacions Unides va aprovar la Declaració sobre l'Eliminació de la violència contra la dona, en la qual es va definir el terme  violència contra la dona  com: "Tot acte de violència basat en el gènere que té com a resultat possible o real un dany físic, sexual o psicològic, incloses les amenaces, la coerció o la prohibició arbitrària de la llibertat, ja sigui que ocorri en la vida pública o en la vida privada." En aquesta Assemblea es va reconèixer que eren necessaris "una clara declaració dels drets que s'han d'aplicar per assegurar l'eliminació de tota violència contra la dona en totes les seves formes, i un compromís dels Estats i de la comunitat internacional en general per eliminar la violència contra la dona ».
El 17 de desembre de 1999, l'Assemblea General de les  Nacions Unides va designar el 25 de novembre com el Dia Internacional de l'Eliminació de la Violència contra la Dona. L'ONU va convidar a govern s,  organitzacions internacionals i  organitzacions no governamentals a organitzar activitats dirigides a sensibilitzar el públic respecte del problema en aquest dia com una celebració internacional. El Fons de Desenvolupament de les Nacions Unides per a la Dona (United Nations Development Fund for Women o Unifem, en  anglès) també observa regularment la jornada, i ofereix suggeriments perquè altres les observin.
A l'octubre de 2006 es va presentar el  Estudi a fons sobre totes les formes de violència contra la dona, que demostra que hi ha obligacions concretes dels Estats per prevenir aquesta violència, per tractar les seves causes (la desigualtat històrica i la discriminació generalitzada), així com per investigar, jutjar i castigar els agressors. La violència contra la dona segueix sent una pandèmia global. Fins a un 70% de les dones pateixen violència en la seva vida. La campanya «16 dies d'activisme contra la violència de gènere  »comença el 25 de novembre, Dia Internacional de l'Eliminació de la Violència contra la Dona, i acaba el 10 de desembre, Dia dels Drets Humans. Aquesta campanya té com a objectiu cridar a l'acció per posar fi a la violència contra les dones i les nenes a tot el món.

## Polítiques públiques
Molts països tenen legislacions precàries en contra de la violència de gènere, a causa que el seu abordatge a través de les polítiques públiques no és transversal i és sens dubte insuficient. Juntament amb diferències culturals, la forma en què les desigualtats de gènere es produeixen està relacionada amb les possibilitats que brinden els sistemes polítics, econòmics, sanitaris i de seguretat social a cada país per al desenvolupament de les seves ciutadanes i ciutadans. Les polítiques públiques reforcen o minoren l'impacte de gènere en la salut de les dones i homes, ja que no hi ha polítiques neutres sinó només "cegues al gènere". En aquest sentit, l'ordre social, el funcionament jurídic, institucional, polítiques i programes poden contribuir a una major igualtat o mantenir i fins a aprofundir i construir noves desigualtats.
L'absència de certes polítiques indica, moltes vegades, que l'Estat no s'està fent càrrec de les desigualtats de gènere existents, el que es manifesta en diferents sectors de la vida social. Per exemple, l'absència de polítiques que s'instal·lin  continguts no sexistes en el sistema educatiu, sense abordar-hi la reproducció de construccions culturals que atempten contra la igualtat de gènere.
De manera més crítica, hi ha lleis i polítiques que no només ometen, sinó que a més s'accionen amb violència mecanismes que generen més desigualtats de gènere; aquest és el cas del avortament.